# Schilbe mystus
Schilbe mystus
Espèce
Statut de conservation UICN

 LC  : Préoccupation mineure
Synonymes
- Schilbe mystus (Linnaeus, 1758)	 préféré
- Bagrus adansonii Valenciennes, 1840	 Synonyme
- Bagrus depressirostris Peters, 1852
- Bagrus schilbeides Valenciennes, 1840
- Bagrus schilbeoides Valenciennes, 1840
- Bagrus schilboides Valenciennes, 1840
- Eutropius adansonii Valenciennes, 1840
- Eutropius altipinnis Steindachner, 1894
- Eutropius congensis (non Leach, 1818)	 nom mal appliqué
- Eutropius depressirostris (Peters, 1852)
- Eutropius grenfelli (non Boulenger, 1900)
- Eutropius liberiensis (non Hubrecht, 1881)
- Eutropius mentalis (non Boulenger, 1901)
- Eutropius nilotica (Rüppell, 1829)
- Eutropius niloticus (Rüppell, 1829)
- Eutropius niloticus niloticus (Rüppell, 1829)
- Eutropius obtusirostris Günther, 1864
- Eutropius sp. Non applicable, synonyme ambigu
- Hypophthalmus niloticus Rüppell, 1829
- Scheilbe mystus (Linnaeus, 1758)
- Schilbe auratus Joannis, 1835
- Schilbe bipinnatus Ehrenberg, 1840
- Schilbe bouvieri Rochebrune, 1885
- Schilbe dispela (non Günther, 1864)
- Schilbe dispila (non Günther, 1864)
- Schilbe emini Pfeffer, 1896
- Schilbe hasselquistii Valenciennes, 1840
- Schilbe mystus fasciata Steindachner, 1870
- Schilbe mystus fasciatus Steindachner, 1870
- Schilbe mystus mystus (Linnaeus, 1758)
- Schilbe niloticus (Rüppell, 1829)
- Schilbe palmeri (non Svensson, 1933)
- Schilbe senegalensis (non Günther, 1864)
- Schilbe senegallus (non Valenciennes, 1840)
- Schilbe steindachneri Guimaraes, 1884
- Schilbe uranoscopus (non Rüppell, 1932)
- Scilbe mystus (Linnaeus, 1758)
- Silurus mystus Linnaeus, 1758

Le Schilbe mystus ou African butter catfish est une espèce de poisson de la famille des Schilbeidae . Il est originaire de nombreux grands systèmes fluviaux en Afrique. D'autres noms communs pour le poisson incluent le poisson au beurre, le barbeau à beurre, le poisson-chat en verre africain, le lubangu, le poisson-chat mystus, le barbeau argenté et le poisson-chat argenté. Il a été initialement décrit comme Silurus mystus par Carl von Linné en 1758.

## La description
Le Schilbe mystus a un corps comprimé et une nageoire adipeuse est toujours présente. Il peut atteindre 40 cm TL (350 mm LS) et a signalé un poids maximal de 250 grammes. Il a une couleur brunâtre sur la tête et la face dorsale du poisson, et blanc argenté sur la face inférieure. Les nageoires sont généralement incolores. La durée de vie du poisson est estimée entre 6 et 7 ans.
On le trouve couramment dans les eaux libres stagnantes ou à faible débit des lacs, des étangs, des rivières et des marécages peu profonds où la végétation est présente. On le trouve parfois dans les ruisseaux sableux ou rocheux, ou dans les plaines inondables peu profondes. Il se nourrit de poissons, d'insectes, de crustacés, d'ostracodes, d'escargots, de graines, de feuilles, de racines, de diatomées, d'algues et de fruits à partir des eaux médio-marines et de surface. Il a été noté qu'il se nourrit des espèces de poissons Museau d'éléphant ( Hyperopisus bebe ) et de tilapia du Nil ( Oreochromis niloticus ). L'espèce est la plus active la nuit ou sous une lumière tamisée. Il fraye pendant la saison des pluies en septembre et octobre, en migrant dans les eaux de crue et les affluents des rivières et des ruisseaux pour frayer. Il peut frayer à plusieurs endroits, déposant des œufs sur la végétation.

## Usage
Ce poisson est d'importance commerciale dans de nombreuses régions d'Afrique en tant que poisson de consommation important, bien qu'il ne soit pas le plus pêché en raison de sa taille. Il est également vendu dans le commerce des aquariums. En Afrique du Nord, le poisson est menacé par les barrages, la pollution de l'eau, la sécheresse et l'épuisement de l'eau. Dans l'ensemble, l'espèce est classée par l' UICN comme Préoccupation mineure pour l'Afrique centrale, septentrionale, nord-est et occidentale. En Afrique de l'Est, l'espèce est en grave déclin en raison de la surpêche et de l'exploitation et est évaluée au niveau régional comme vulnérable.